# Bazylika św. Andrzeja „delle Fratte”
Bazylika św. Andrzeja delle Fratte (wł. Basilica di Sant'Andrea delle Fratte) – rzymskokatolicki kościół tytularny w Rzymie. 
Świątynia ta jest kościołem parafialnym oraz kościołem tytularnym, mającym również rangę bazyliki mniejszej.
Po raz pierwszy nazwa Fratte została użyta w XV wieku. Oznacza ona dosłownie „krzewy” (frutex po łacinie to krzew) i prawdopodobnie upamiętnia zarośnięty obszar, który mógł być opuszczonym kawałkiem ziemi, ogrodem z krzewami lub zarośniętym zboczem wzgórza na którym zbudowano kościół.

## Lokalizacja
Bazylika znajduje się w III Rione Rzymu – Colonna przy Via di Sant’Andrea delle Fratte 1.

## Patron
Patronem świątyni św. Andrzej Apostoł – jeden z 12 apostołów Jezusa, brat św. Piotra.

## Historia
Kościół został prawdopodobnie przebudowany lub nowo wybudowany na tym miejscu w XV wieku. W 1585 roku papież Sykstus V przekazał świątynię zakonowi minimtów. Zaczęli oni budować założenie klasztorne, a 1605 roku zburzono starą świątynię. Projekt nowego kościoła przygotował Gaspare Guerra, jednak w związku z trudnościami finansowymi (pomimo pomocy materialnej ze strony rodziny Del Bufalo) prace przy kościele przerwano, po ich wznowieniu kierował nimi Francesco Borromini, a po jego śmierci Matteo de Rossi. Brak funduszy ponownie wstrzymał budowę. Dopiero w 1826 roku powstała fasada.
Papież Pius XII 25 kwietnia 1942 roku nadał kościołowi godność bazyliki mniejszej.

## Architektura i sztuka
Kopuła
Kopuła, projektu Borrominiego, ma bardzo wysoki bęben o czterech ramionach, pomiędzy którymi znajdują się wysokie okna oświetlające jej wnętrze. Sama kopuła jest bardzo płytka.
Dzwonnica
Dzwonnica, również dzieło Borrominiego, ma sześć kondygnacji o różnej wysokości. Najniższa kondygnacja jest ceglaną ścianą pasującą do nawy, do której przylega od strony końca transeptu. Druga kondygnacja również jest ścianą z cegieł z korynckimi kolumnami wspierającymi belkowanie z wystającym gzymsem, górne narożniki tej kondygnacji są wystające o kształcie podobnym do elementów bębna kopuły. Na każdej powierzchni tej kondygnacji znajduje się duży prostokątny panel, otoczony parą doryckich kolumn podtrzymujących fragment belkowania i fronton. Kolejne kondygnacje zostały wykończone na biało. Trzecia z nich została wzniesiona na planie koła, znajdują się tu cztery pary kolumn korynckich podtrzymujących belkę tworzącą pierścień, a nad nią jest balustrada. W czwartej kondygnacji belkę z wystającym gzymsem podpierają czterej aniołowie ze złożonymi skrzydłami. Piąta kondygnacja ma cokół odpowiadający belce, podtrzymujący osiem płonących końców pochodni. Ostatnia kondygnacja składa się z czterech podniesionych wolut skierowanych do siebie i wspierających metalową koronę zwieńczoną krzyżem.
Fasada
Dwukondygnacyjna fasada została wzniesiona z cegły z detalami architektonicznymi z kamienia lub stiuku.
Pierwsza kondygnacja z żółtawej cegły ma sześć jońskich pilastrów, jej część środkowa z czterema pilastrami jest lekko wysunięta do przodu. Pilastry podtrzymują belkę z pustym fryzem i wystającym gzymsem. Drzwi wejściowe mają podniesiony fronton wsparty na wspornikach, a nad nim tarczę z herbem rodziny Del Bufalo.
Druga kondygnacja z różowej cegły znajduje się na cokole z pięcioma wpuszczonymi prostokątnymi panelami. W środkowym znajduje się marmurowa tablica z napisem opisującym ukończenie elewacji. Nad cokołem cztery ceglane pilastry korynckie podtrzymują belkę z trójkątnym frontonem o pustym tympanonie.

### Wnętrze bazyliki
Kościół zbudowano na planie krzyża łacińskiego, ma on nawę z trzema kaplicami po każdej stronie i krótkim prezbiterium z półkolistą apsydą. Transept jest krótki i nie wystaje poza zewnętrzne ściany kaplic.
Wnętrze kopuły wraz z pendentywami ozdobił freskami Pasquale Marini w XVII wieku. Centralny fresk kopuły przedstawia Wniebowzięcie Maryi.
Koncha apsydy zawiera fresk, również autorstwa Mariniego, Nakarmienie pięciu tysięcy. Poniżej znajdują się trzy duże obrazy: Ukrzyżowanie św. Andrzeja (dzieło Giovanni Battista Leonardiego), Św. Andrzej na krzyżu (Lazzaro Baldi) i Pogrzeb św. Andrzeja (Francesco Trevisani). Na bocznych ścianach nad drzwiami znajdują się mniejsze obrazy autorstwa Giovanni Antonio Grecolini: po lewej stronie Św. Andrzej prowadzony na miejsce męczeństwa, po prawej Biczowanie św. Andrzeja.
Apsydę flankują dwa marmurowe posągi aniołów dłuta Giovanni Lorenzo Berniniego, które początkowo przeznaczone były do ozdobienia mostu św. Anioła. Anioł po lewej trzyma koronę cierniową, a po prawej Titulus Crucis.

### Kaplice boczne
Po obu stronach nawy znajdują się po trzy kaplice główne, dodatkowe kaplice zlokalizowane są w transepcie, ponadto przy wejściu istnieją dwie małe kaplice.
Kaplica św. Jana Chrzciciela
Kaplica w rogu po prawej stronie wejścia jest poświęcona św. Janowi Chrzcicielowi i pełni rolę baptysterium. Na ścianie wisi Chrzest Chrystusa autorstwa Ludovico Gimignani oraz obraz Marcantonio Belladonna po prawej stronie i Domenico Jacovacci po lewej. Drewniana pokrywa chrzcielnicy ma kształt tempietto, została ozdobiona malowidłami przez Jacques Courtois w 1674 roku.
Kaplica św. Michała Archanioła
Druga kaplica po lewej stronie poświęcona jest św. Michałowi Archaniołowi, z ołtarzem Ludovica Gimignaniego. Mały obrazek na ołtarzu przedstawia św. Rytę z Cascii.
Kaplica św. Franciszka Salezego
Trzecia kaplica po prawej stronie poświęcona jest św. Franciszkowi Salezemu, obraz na ołtarzu autorstwa Marco Antonio Remoli ukazuje patrona kaplicy ze św. Joanną de Chantal. Mały obraz na ołtarzu przedstawia papieża św. Piusa X.
Kaplica Pierwszych błogosławionych zakonu minimitów
Kaplica ta jest poświęcona dwóm wcześnie beatyfikowanym minimitom Kacprowi de Bono i Mikołajowi z Longobardi. Ołtarz przedstawiający patronów kaplicy z Matką Bożą jest autorstwa Giuseppe Cades. Obrazy po obu stronach przedstawiają św. Rozalię - po jednej stronie z Jezusem, a po drugiej z Matką Bożą. Mały obraz na ołtarzu przedstawia św. Marię Goretti.
Kaplica św. Franciszka z Paoli
Kaplica w transepcie po prawej stronie poświęcona jest św. Franciszkowi z Paoli. Została ona zaprojektowana przez Filippo Barigioni. Obraz w ołtarzu przedstawiający patrona kaplicy jest autorstwa Paris Nogari i jest starszy od kościoła, natomiast pozłacane anioły podtrzymujące obraz są dziełem Giovanni Battista Maini.
Kaplica Matki Bożej
Kaplica w rogu po lewej stronie przy wejściu jest poświęcona Matce Bożej. Obraz w ołtarzu przedstawiający Matkę Bożą z Dzieciątkiem i świętymi jest dziełem Avanzino Nucci, który wykonał także Zwiastowanie i Narodzenie znajdujące się po bokach.
Kaplica Ukrzyżowania
Druga kaplica po lewej stronie jest poświęcona Ukrzyżowaniu. Krucyfiks jest anonimowym dziełem z około 1680 roku.
Kaplica Cudownej Madonny
W trzeciej kaplicy po lewej stronie 20 stycznia 1842 roku Alphonse Ratisbonne miał widzenie Maryi. Spowodowało to jego natychmiastowe nawrócenie z judaizmu na wiarę chrześcijańską. W związku z tym wydarzeniem kaplica określana jest jako Cappella del Miracolo (kaplica cudu). Na ołtarzu znajduje się obraz Maryi, która ukazała się Regensbonne. Wizerunek ten przedstawia ją stojącą na chmurach, w białej sukni do ziemi, welonie i koronie, z błękitnym płaszczem. Z palców Maryi wychodzą promienie łask. Po lewej stronie ołtarza znajduje się popiersie Ratisbonne, a po prawej św. Maksymiliana Kolbego, który odprawił tu swoją pierwszą mszę świętą.
Kaplica ta była dawniej poświęcona św. Michałowi Archaniołowi, ale jego ołtarz został przeniesiony do kaplicy po drugiej stronie kościoła.
Kaplica św. Józefa
Czwarta kaplica po lewej stronie jest poświęcona św. Józefowi. Obraz w ołtarzu to dzieło Francesco Cozza. Mały obraz na ołtarzu przedstawia św. Teresę z Lisieux.
Kaplica św. Anny
Kaplica transeptu po lewej stronie jest poświęcona św. Annie. Jej autorem jest Luigi Vanvitelli, natomiast zmiany wprowadził Giuseppe Valadier. Obraz na ołtarzu, przedstawiający Marię jako dziecko z rodzicami św. Anną i św. Joachimem, wykonał Giuseppe Bottani. Pod ołtarzem znajduje się marmurowa rzeźba przedstawiająca umierającą św. Annę autorstwa Giovanniego Battisty Maini, naśladująca rzeźbę bł. Ludwiki Albertoni dłuta Berniniego z kościoła św. Franciszka przy Ripie.

## Kardynałowie prezbiterzy
Bazylika św. Andrzeja delle Fratte jest jednym z kościołów tytularnych nadawanych kardynałom-prezbiterom (Titulus Sancti Andreae Apostoli de Hortis). Tytuł ten ustanowił Jan XXIII 12 marca 1960 roku
- Paolo Marella (1960-1972)
- Joseph Cordeiro (1973-1994)
- Thomas Winning (1994-2001)
- Ennio Antonelli (2003-nadal)